# Publio Servilio Vatia Isáurico (cónsul 48 a. C.)
Publio Servilio Vatia Isáurico (en latín, Publius Servilius Vatia Isauricus) fue un político y cónsul de la época final de la República Romana. Isáurico obtuvo el consulado en 48 a. C. junto a Cayo Julio César (dictador perpetuo). Se le recuerda como una marioneta de César, del que fue gran amigo. Era hijo de Publio Servilio Vatia Isáurico, senador y cónsul casi treinta años antes que su hijo.

## Carrera política
Durante su juventud hizo como modelo de vida a Catón y Cicerón lo consideraba un partidario de los optimates.
En 54 a. C. Isáurico obtuvo la pretura. Como pretor se opuso a la propuesta de conceder un triunfo a C. Pomptino. Cuando estalló la guerra civil desertó del partido aristocrático y se unió a César, en su lucha contra los optimates liderados por Cneo Pompeyo Magno. Julio César lo convirtió en su colega consular en 48 a. C. Cuando César dejó Roma para luchar contra Pompeyo en Grecia dejó a Isáurico a la cabeza del Estado.

## Primer Consulado
Vatia Isáurico se convirtió en una figura muy polémica tras la marcha de César a Grecia para combatir a Cneo Pompeyo Magno. Isáurico y Cayo Trebonio se convirtieron en los autores de la quiebra total de la economía romana en el siglo I a. C., y el líder populista, Marco Celio Rufo lideró una revuelta contra el régimen el mismo año 48 a. C. que fue aplastada con gran crueldad.
En marzo, el pretor Celio intentó promover una cancelación total de deudas. Las clases altas empezaron a sentir la presión del populacho: por ejemplo, la esposa de Cicerón, Terencia, fue obligada a vender la mayor parte de sus joyas. Celio no tenía competencia sobre las deudas de la ciudad, su magistratura (praetor peregrinus) sólo tenía poder sobre los ciudadanos extranjeros de Roma. Trebonio era el que se encargaba de las deudas.
Celio montó un tribunal de cancelación de deudas a pesar de ser advertido por Trebonio y Vatia Isáurico. Isáurico tras conocer la noticia fue a enfrentarse al rebelde magistrado, seguido de los doce lictores propios de su imperium proconsular que portaban sus fasces. Tras un acalorado debate en el tribunal de Celio, Vatia Isáurico cogió una de las hachas de sus lictores y destruyó la silla de madera propia del puesto de Celio. Celio e Isáurico casi llegaron a las manos, y la muchedumbre que los rodeaba empezó a ponerse tan agresiva que Vatia Isáurico y sus lictores tuvieron que blandir sus hachas para que no los mataran.
Vatia Isáurico inició una campaña para desacreditar a Celio en mayo de ese mismo año, cuando volvía del Foro de pedir la cancelación de deudas, sin importar a qué precio. Se cree que las demandas de Celio estaban motivadas por las amenazas que le había hecho Vatia Isáurico de arrestarle. Cuando Vatia Isáurico pudo disponer de tropas, que venían desde las Galias para ayudar a César a luchar contra Pompeyo, las usó. El ejército luchó a través del Foro Romano. Cuando intentaron capturar a Celio, la muchedumbre se les echó encima. Era la primera vez que los ciudadanos de Roma atacaban a un ejército dentro de su propia ciudad.
Celio se burló de Vatia Isáurico al arreglar su silla de magistrado decorándola con unas tiras de cuero, ya que era conocido en Roma que el padre de Vatia Isáurico lo golpeaba con una tira de cuero, lo que no dejaba de ser vergonzoso para él. Vatia contrarrestó la burla pidiendo a su padre que le diera más fuerte como muestra de hombría. Finalmente Celio escapó de Roma y se unió a Tito Anio Milón y entre los dos tramaron una insurrección contra César, aunque ambos fueron pronto capturados y ejecutados.

## Nuevo giro político y segundo consulado
En 46 a. C. gobernó la provincia de Asia como procónsul, tiempo durante el cual Cicerón le escribió varias cartas.
Tras la muerte de César, en el año 44 a. C. Vatia Isáurico se alió con el Senado contra Marco Antonio, y tuvo una destacada participación en los debates en el Senado durante la guerra en Mutina.
Cuando Octavio se prometió con su hija Servilia, Isáurico hizo las paces con Marco Antonio y abandonó la causa del Senado. En consecuencia su nombre no aparece en las listas de proscripción y Cicerón lo llama en las cartas a Bruto, Homo et furiosus insolens. 
Cuando se formó el triunvirato en 43 a. C., Octavio rompió su compromiso con Servilia para casarse con Claudia, hija de Fulvia, la tercera esposa de Marco Antonio, y a Vatia se le concedió el consulado en 41 a. C. con Lucio Antonio como colega consular para reparar esta afrenta.
Estaba en Roma cuando Lucio Antonio se apoderó de la ciudad en su lucha contra Octavio, en la llamada guerra de Perusa. No apoyó a su colega pero tampoco se le opuso activamente.